# 마라산

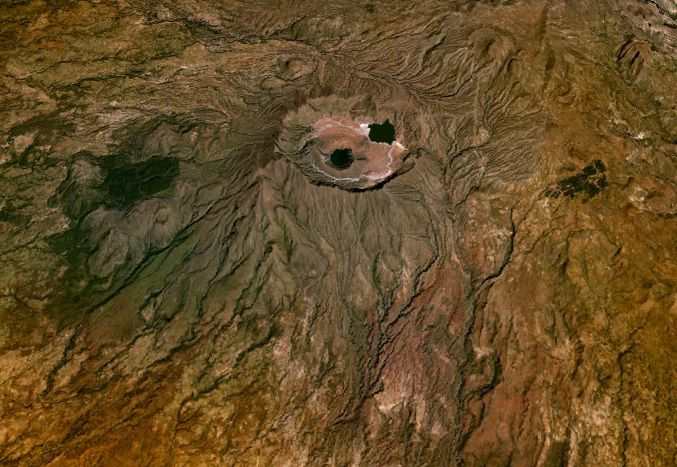

마라산(Marrah Mountains), 혹은 데리바 칼데라(Deriba Caldera)는 수단에 있는 거대한 칼데라 화산으로, 잠재적인 활화산이다.
이곳은 가로 5km, 세로 8km의 칼데라를 가졌고, 그 안에는 두 개의 화구호가 있다. 해발 3,042m이다.